# Campina das Missões
Campina das Missões är en kommun i Brasilien.   Den ligger i delstaten Rio Grande do Sul, i den södra delen av landet, 1 500 km sydväst om huvudstaden Brasília. Antalet invånare är 6 117.
Omgivningarna runt Campina das Missões är en mosaik av jordbruksmark och naturlig växtlighet. Runt Campina das Missões är det ganska tätbefolkat, med 56 invånare per kvadratkilometer.